# Helena af Sandeberg
Helena af Sandeberg est une actrice suédoise née le 1er septembre 1971 à Solna en Suède.  